# Thomas H. Shepherd

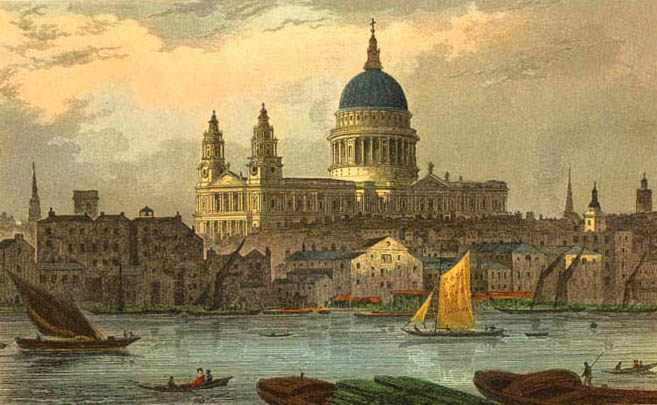
St Paul’s Cathedral

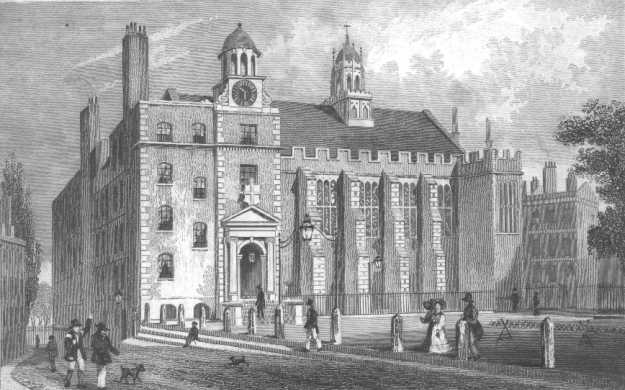
Middle Temple Hall 1830

Thomas Hosmer Shepherd (* 1792; † 1864) war ein britischer Aquarellmaler, bekannt vor allem für seine detailgetreue Darstellung von Gebäuden, oftmals mit lebendigen Straßenszenen, die Menschen, Pferde und Kutschen zeigten. Er arbeitete in London und später in Edinburgh, Bath und Bristol. Seine Zeichnungen waren Vorlage für zahlreiche Stahlstiche, die auch Bücher illustrierten. 
Shepherd arbeitete hauptsächlich für Frederick Crace (1799–1859), einem Innenarchitekten und Kommissar für Kanalisation. Ursprünglich sollte er die Gebäude festhalten, die kurz vor dem Abriss standen. Er zeichnete dann aber auch die Neubauten. 
Shepherds Bilder liefern heute den Forschern Hinweise auf das Bauwesen, die Architektur und Geschichte im 19. Jahrhundert. Heute sind viele dieser Zeichnungen Bestandteil der Crace collection im British Museum, aber auch durch ein Einzelwerk, das den Lesesaal zeigt. 
Die private Sammlung von Friedrich Crace (1799–1859) kam zum Britischen Museum durch seinen Sohn John Gregory Crace im Jahr 1878. Die Kollektion besteht aus rund 1200 handschriftlichen und gedruckten Karten und Ansichten aus London von 1560 bis 1860. Diese Sammlung ist eine der vielseitigsten und bedeutendsten Sammlungen von London, die jemals zusammengestellt wurde, und hat zwei Teile: 
- die Karten sind in der British Library Map-Bibliothek,

- die Ansichten der Stadt mit den Zeichnungen von Thomas Hosmer Shepherd sind  im British Museum, Department of  Prints and Drawings.

Sein Sohn Frederick Napoleon Shepherd (1819–1878) war ebenfalls Maler. 
George Sidney Shepherd (1784–1862) scheint Thomas’ Bruder gewesen zu sein und malte ebenfalls.

## Bibliographie
- Metropolitan improvements: London in the nineteenth century, Co-Autor: James Elmes, London: Jones & Co., 1827
- London and its Environs in the Nineteenth Century, 1829
- Bath and Bristol, 1829–30
- London Interiors, 1841